# كعكة دندي
كعكة دندي هي كعكة فاكهة إسكتلندية تقليدية.

## المكونات
غالبًا ما تُصنع كعكة دندي من الزبدة والسكر وقشر الليمون وقشر البرتقال والمربى والدقيق ومسحوق الخبز والبيض والحليب والفاكهة المجففة والكرز المُسكَّر وقشر الحمضيات المُسكر والعنب الكشمشي واللوز المطحون والمقشر.